# Mangan(II) perhenat
Mangan(II) perhenat là một hợp chất vô cơ có công thức hóa học Mn(ReO4)2. Cả muối khan và dạng ngậm 2 nước của nó đều có màu hồng, tan rất nhiều trong nước.

## Điều chế
Amoni perhenat và mangan(II) cacbonat được trộn đều và đun nóng để tạo ra mangan(II) perhenat.
Mangan(II) perhenat cũng có thể thu được bằng cách hòa tan mangan(II) cacbonat trong dung dịch axit perhenic.